# Senat
El Senat és una cambra de representació, existent en els països amb sistemes bicamerals, i que és considerada la cambra alta, formant junt amb la cambra baixa, el parlament.

## Orígens
La institució té el seu origen en el Senat romà, consell suprem de l'estat, que va perdre les seves atribucions amb les successives dictadures i l'establiment de l'Imperi.

## Estats federals
Als estats federals tenen per missió protegir els drets dels territoris o minories integrants de l'estat, però en els estats unitaris tenen la missió de controlar les lleis dictades per la cambra baixa.

## Estat espanyol
Veure Senat d'Espanya
A Espanya el Senat és una cambra territorial segons la constitució però les fortes arrels unitàries dels successius governs, l'han deixat en una cambra de control del Congrés dels Diputats, que en últim terme fa prevaldre les seves decisions. En conseqüència no queden garantits els drets dels territoris per cap cambra de representació. El novembre de 2005 es debatia la seva reforma per fer-ne una cambra de representació territorial, a l'estil d'altres estats federals.

## Estatsd'HamburgiBremen
A les ciutats estats metropolitanes Hamburg i Bremen, el Senat és el nom del poder executiu, presidit per un primer burgmestre (Oberbürgermeister o Erster Bürgermeister) que fa funció de primer ministre. Els senators són els ministres. El consell metropolità (Bürgerschaft) elegit pel sufragi universal, eligeix en el seu si el burgmestre i els senators.